# 埃托利亞
埃托利亞（希臘語：Αἰτωλία）是古希臘的一個地區，位於帕特雷灣北岸，現今的埃托利亞-阿卡納尼亞专区東半部。

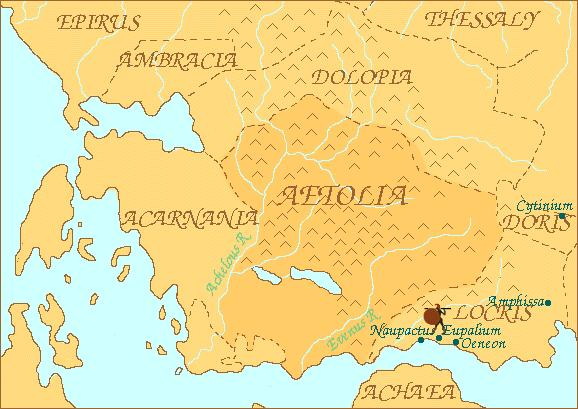
埃托利亞

古希臘歷史學家修昔底德描述埃托利亞人是半野蠻、好戰的部落。埃托利亞在前4世紀時建立埃托利亞同盟，並在拉米亞戰爭期間出兵幫助雅典反抗亞歷山大的繼業者之一安提帕特。前3世紀的同盟者戰爭中埃托利亞同盟被亞該亞聯盟擊敗，就此沒落。